# 延岡市立南小学校
延岡市立南小学校（のべおかしりつ みなみしょうがっこう）は、宮崎県延岡市平原町二丁目にある公立小学校。

## 概要
- 児童数 - 728名（平成30年度）

## 沿革
出典
- 1933年（昭和8年）
  - 4月8日 - 延岡市立南尋常小学校として開校。
  - 11月3日 - 校歌制定。
- 1934年（昭和9年）10月 - 運動場が整備される。
- 1941年（昭和16年）4月5日 - 国民学校令により、延岡市立南国民学校に改称。
- 1944年（昭和19年）
  - 4月 - 県内各地に疎開児童受け入れ。
  - 6月 - 食料増産のため、校庭を甘藷畑にする。
  - 9月1日 - 運動場東側を拡張。
- 1947年（昭和22年） - 学制改革により、延岡市立南小学校に改称。
- 1950年（昭和25年）11月27日 - 2教室を増築。
- 1952年（昭和27年）
  - 7月10日 - 2教室を増築。
  - 12月25日 - 児童急増により、さらに4教室を増築。
- 1954年（昭和29年）4月1日 - 平屋3教室増築。
- 1956年（昭和31年）6月20日 - 給食調理室完成し、7月1日より給食開始。
- 1957年（昭和32年）4月1日 - 平屋3教室増築。
- 1958年（昭和33年）
  - 4月1日 - 分校設置が認可され、緑ヶ丘小学校に教室を建設。第4学年以下の分校を設置。
  - 7月1日 - 分校に2教室を増築し、第6学年までの分校となる。
- 1959年（昭和34年）3月25日 - 分校に9教室を増築。
- 1960年（昭和35年）7月22日 - プール（大プール1・小プール）竣工。
- 1961年（昭和36年）4月1日 - 特殊学級（みなみ学級）開設。
- 1969年（昭和44年）
  - 8月24日 - 運動場南側ブロック塀完成。
  - 9月30日 - 運動場西側宅地造成工事、壁面補強工事完成。
- 1970年（昭和45年）
  - 7月22日 - 北校舎4教室取り壊し、改築工事開始。運動場にプレハブ3教室設置。
  - 8月1日 - 2時45分頃に火災が発生。講堂・4教室・給食調理室を残し、全焼する（原因不明）。
  - 9月1日 - 運動場にプレハブ17教室設置し、授業を行った。
- 1971年（昭和46年）
  - 2月11日 - 鉄筋3階12教室の東校舎完成。
  - 3月20日 - 鉄筋3階13教室、理科室と理科準備室の南校舎完成。
  - 3月25日 - 運動場東側道路が4mに拡張され、東通用門ができる。
  - 5月10日 - 火災で焼け残った4教室とプレハブ校舎すべてを取り除き、運動場が整備される。
- 1974年（昭和49年）3月31日 - 第41回卒業生記念として、校歌の寄贈を受ける。
- 1976年（昭和51年）
  - 3月20日 - 体育館（屋内運動場）完成。
  - 12月18日 - 運動場西側にあった木造校舎を取り壊し、全校舎鉄筋永久校舎となる。
- 1978年（昭和53年）
  - 2月27日 - 校門（正門）西側ブロック塀完成。
  - 3月31日 - 運動場西側にプレハブ3教室できる。
- 1980年（昭和55年）4月1日 - プレハブ教室1教室西側に設置し、プレハブ図書館を南校舎東側（現在は中庭に移転）に設置。
- 1981年（昭和56年）3月25日 - 南校舎3教室完成。
- 1982年（昭和57年）
  - 4月5日 - 運動場南側に防球ネット完成。
  - 6月10日 - 電子コピーを47万円で購入、運動場放送キャビネットを購入。
  - 7月4日 -　プール側面花園造成、及び校庭東側に砂防用樹木植樹。
- 1983年（昭和58年）11月20日 - 創立50周年記念式典挙行し、祝賀会開催。
- 1984年（昭和59年）6月6日 - 創立50周年記念タイムカプセルが完成し、収納。
- 2024年（令和6年）9月 - この月から、2025年7月下旬（予定）まで、仮設校舎を設置し、2025年9月下旬（予定）まで、改修工事実施[2]。
- 2025年（令和7年）11月 - この月から、2026年2月下旬（予定）まで、グラウンド整備期間に入る[2]。

## 通学区域
南小学校の通学区域には以下の区域が指定されている。
- 沖田町
- 片田町
- 構口町
- 塩浜町一丁目の一部、二丁目 - 四丁目の全部
- 鶴ヶ丘
- 浜町の一部
- 平原町一丁目 - 四丁目の全部、五丁目の一部
- 若葉町

## 学校周辺
- 社会福祉法人わかたけ福祉会みなみ保育園 - 延岡市道をはさんで、敷地が隣接。かつ、進学前保育園のひとつ。
- 公文式延岡平原1丁目教室 - 延岡市道をはさんで、敷地が隣接。
- 延岡市立平原街区公園
- 延岡市南老人福祉センター
- 延岡平原郵便局

## アクセス
- JR九州日豊本線南延岡駅から、
  - 徒歩約700m・約11分。
  - 下述の宮崎交通バスに乗車し、「上平原」停留所下車後、徒歩。
- 宮崎交通「上平原」停留所下車後、
  - 南延岡駅方面行のりばから、徒歩約270m・約5分。
  - 南延岡駅方面発のりばから、徒歩約320m・約5分。